# Fond d'écran
Pour les articles homonymes, voir Background et Arrière-plan.
« Wallpaper » redirige ici. Pour le magazine, voir Wallpaper*.

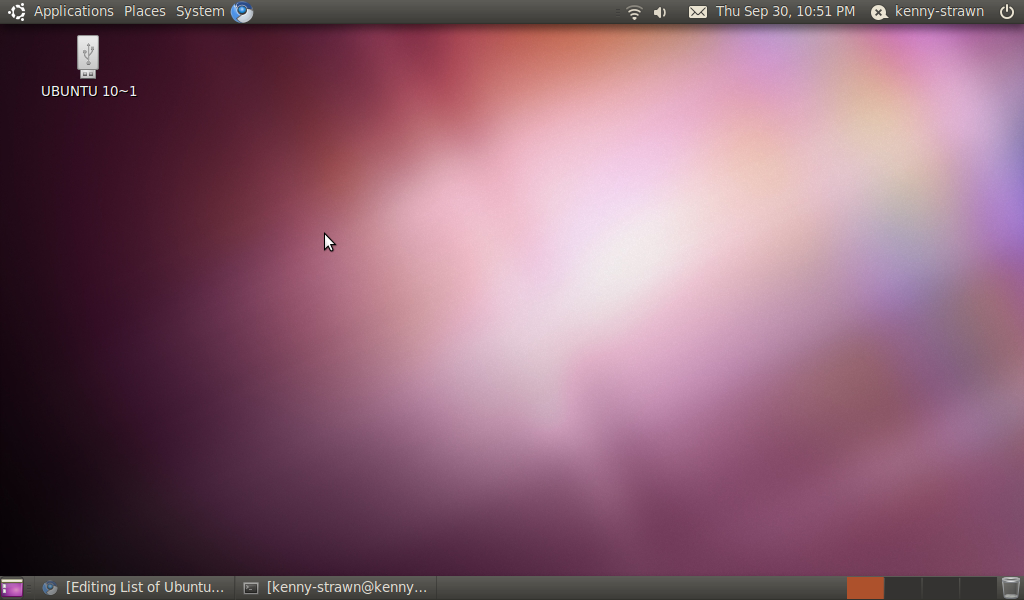
Exemple d'un fond d'écran (ici sous Ubuntu 10.11)

Un fond d’écran est une image utilisée comme surface du bureau pour décorer l'interface graphique d'un ordinateur, d'un téléphone portable, ou d'autres objets électroniques. Selon les systèmes d’exploitation, les termes varient, mais désignent trivialement une image qui est choisie pour décorer le bureau pour un ordinateur, ou l'écran de verrouillage ou l'écran d'accueil sur un téléphone. Avec Windows, il s’agit de papier peint (ou wallpaper en anglais), alors qu’avec Mac OS, il s’agit d’image de bureau (en référence au terme motif de bureau qui désigne une petite image répétée plusieurs fois de façon à remplir l’écran). On retrouve également le terme arrière-plan (ou background en anglais).

## Les formats
Les images utilisées comme fond d’écran sont souvent des images matricielles qui ont la même taille que la définition d'écran (par exemple 1 024×768 pixels, ou 1 280×1 024 pixels) de manière qu’elles soient adaptées, c’est-à-dire qu’elles ne débordent pas de l’écran si elles sont trop grandes ou qu’au contraire qu’un espace de couleur uniforme (blanc ou noir) n’apparaissent pas à l’écran si elles sont trop petites. Plusieurs définitions d’écran sont proportionnelles (c’est-à-dire que le rapport des longueurs est égal au rapport des largeurs), ce qui peut permettre à une même image d’être utilisée pour ces différentes définitions en gardant une forme correcte (sans débordement ou espace blanc). Cependant, pour le cas d’étirement d’une image, la perte de qualité peut devenir visible s’il est important et l’ordinateur peut être légèrement ralenti par le redimensionnement. Les formats d’image couramment rencontrés sont le JPG et le PNG.
Pour les écrans larges (comme les écrans 16/9 ou 16/10), le rapport longueur/hauteur n’est pas le même que les écrans 4/3. Les images 4/3 utilisées sur ces derniers doivent donc être découpées ou étirées pour qu’elles remplissent correctement l’écran.

## Les fonds d'écran animés
Un «fond d'écran animé» est un type d'application qui fonctionne sur un appareil mobile à l'aide du système d'exploitation Android. L'application fonctionne comme un fond d'écran - fournissant l'image d'arrière-plan sur l'écran d'accueil - mais fonctionne aussi comme une application classique puisqu'elle peut fournir une interaction avec l'écran tactile (permettant à l'image de changer dynamiquement, par exemple) et accéder à d'autres matériels (Accéléromètre, GPS, accès au réseau, etc.)
Une fonctionnalité similaire peut être trouvée dans la fonctionnalité Active Desktop de Windows 98 et versions ultérieures. Il existe également un logiciel tiers qui fournit cette fonctionnalité pour les différents systèmes d'exploitation.

## Arrière-plan dynamique

### SurMacOS
MacOS dispose d'un support intégré via « Bureau et économiseur d'écran » dans les Préférences Système, pour changer les fonds d'écran depuis une collection d'images sur un intervalle chronométré, ou dès l'ouverture de session, ou encore à chaque reprise d'activité.
En outre, MacOS supporte nativement la possibilité d'afficher un économiseur d'écran sur le bureau; dans cette configuration le fond d'écran arrive en dessous des icônes du bureau à la place du fond d'écran habituel. Cependant, MacOS n'a pas d'interface graphique intégrée qui permet de le configurer, pour pouvoir profiter de cette fonctionnalité, il faut soit passer par le Terminal ou par une application tierce.

### Sur Windows 7, 8, 8.1 et 10
Windows peut être aussi configuré pour faire défiler des images à intervalles réguliers ; cette configuration est prise en charge par Windows 7, Windows 8, Windows 8.1 et Windows 10.
Les fonds d'écran animés ne peuvent être installés qu'avec l'aide d'une application tierce.

### Sur GNOME
GNOME 2 peut aussi être configuré pour faire défiler des images à intervalles réguliers de la même manière que Windows 7.

### Sur KDE 4
KDE 4 fournit également cette fonctionnalité (diaporama).

### Sur Enlightenment
Enlightenment v17 prend en charge les séquences d'images, les fonds d'écran animés et interactifs dans sa configuration par défaut.

### Sur Android
Les fonds d'écran animés ont été introduits sur Android 2.0 (Eclair) et les versions ultérieures. Le fond d'écran animé est un fond animé et interactif qui peut réagir et changer d'entrée, comme le toucher ou les données cellulaires.

### Sur iOS
Les fonds d'écran dynamique ont été introduits à partir d'iOS 7 et les versions ultérieures, cependant ils sont limités à ceux fournis par Apple. Le Jailbreak des appareils iOS peut permettre le téléchargement d'autre fonds d'écran dynamique.

## Paramètres du bureau
Différents systèmes tels que Windows ou MacOS par exemple, proposent plusieurs modes d'affichages pour les fonds d'écran, centrer (image au centre et papier peint de fond en couleur unie), étirer (image étirée pour remplir l'écran), ajuster (image étirée sans être déformée, papier peint de fond en couleur unie), mosaïque (images utilisées comme un motif répété), et remplissage (image étirée et coupée mais non déformée).

## Fonds d'écran renommés
L’un des plus connus est celui qui est installé par défaut dans Windows XP : Colline verdoyante.
Le fond d'écran pré-installé sur Windows 10 avec le logo de Windows, traversé par des lasers bleus, a été réalisé par le designer et réalisateur Bradley "GMUNK" Munkowitz. Il a photographié une fenêtre à travers laquelle passent des lasers bleus.